# Stefan Knothe
Stefan Knothe (ur. 10 września 1943 w Warszawie) – polski aktor filmowy, lektor, narrator i aktor dubbingowy.
W 1965 roku ukończył studia na PWST w Warszawie. 24 października tego samego roku miał debiut teatralny. W latach 1965–1967 występował w teatrze im. Jaracza w Olsztynie, a następnie warszawskich czyli Klasycznym (1968–1971), Rozmaitości (1972–1974) oraz Polskim (1976–1978).  Na krótko (w 1979) był aktorem teatru im. Siemaszkowej w Rzeszowie, w latach 1979–1981 Dramatycznego w Elblągu, Horzycy w Toruniu (1983–1984), a następnie od 1985 roku do 1990 roku występował w Teatrze Narodowym w Warszawie.
Jest autorem tekstu hymnu X LO im. Królowej Jadwigi w Warszawie. Muzykę do hymnu skomponował Janusz Tylman.

## Filmografia
- 2023: Na sygnale – Ziemowit (odc. 465)
- 2021: Na sygnale – Edmund (odc. 315)
- 2021: W jak morderstwo – Bielecki
- 2020: Negocjator – kardynał Antonio Poma
- 2019: Na dobre i na złe – Liberski (odc. 751)
- 2019: Stulecie Winnych – arcybiskup (odc. 7)
- 2018: Korona królów – biskup warmiński
- 2018: Miłość jest wszystkim – aktor na pogrzebie Szwarca
- 2018: Na sygnale – Paweł (odc. 208)
- 2017: Komisarz Alex – pastor (odc. 106)
- 2017: Ojciec Mateusz – sąsiad Czajów (odc. 231)
- 2014–2015: Barwy szczęścia – Mieczysław (odc. 1209, 1264)
- 2011: Wiadomości z drugiej ręki – rzeczoznawca (odc. 16)
- 2011: Ojciec Mateusz – mecenas Skotnicki (odc. 72)
- 2010: Czarnobyl. Cztery dni w kwietniu – Sekretarz Pan
- 2010: Daleko od noszy – pacjent (odc. 172)
- 2010: Nowa – lekarz (odc. 5)
- 2010: Różyczka
- 2010: Trzy minuty. 21:37 – ordynator
- 2010: Usta usta – urzędnik USC (odc. 21)
- 2009: Generał Nil – lekarz
- 2009: Historia Kowalskich – ksiądz Barski
- 2008: Ojciec Mateusz – sędzia (odc. 8, 10)
- 2007–2008: Na Wspólnej – wykładowca (odc. 920, 979)
- 2007–2009: Klan – Stanisław Michalski
- 2007–2009: Tylko miłość – lekarz
- 2007: I kto tu rządzi? – Antoine (odc. 38)
- 2007: Ryś – chirurgiczny
- 2006: Plebania – sędzia (odc. 657)
- 2005: Kryminalni – dyrektor wydawnictwa „Art sacral” (odc. 19)
- 2005: Mistrz
- 2002–2010: Samo życie – mężczyzna, któremu Wojciech Tobrucki robił zakupy
- 1991: Pogranicze w ogniu – Zawieyski (odc. 14)
- 1986: Reduty września
- 1983: Martwa natura z człowiekiem
- 1983: Zjawisko Glapiona – doktor
- 1982: Dom – fotograf na ślubie Grażyny i Leszka (odc. 11)
- 1979–1981: Najdłuższa wojna nowoczesnej Europy – niemiecki lekarz, kolega Marcinkowskiego (odc. 2)
- 1983: Akcja „Szarotka” – porucznik kolumny wartowniczej
- 1977: O nim – Engberg
- 1977: Powrót posła
- 1977: Most – szofer
- 1976: Polskie drogi – lekarz opatrujący Krajewskiego na Szucha
- 1974: Ile jest życia – student (odc. 1 i 2)
- 1968: Mistrz tańca – młodzieniec w salonie
- 1965: Zawsze w niedziele – tyczkarz Piotr Wolski

## Dubbing
- 2024: Pinokio – opowieść o chłopcu z drewna –
  - Geppetto,
  - Maître Cerise
- 2024: Bzikowersytet Animków –
  - Kaczor Daffy (odc. 4),
  - Czarodziejska mysz Merlin (odc. 3),
  - Żaba Michigan (odc. 8),
  - Tommy Rekin (odc. 6)
- 2023: ACME Aprilis – Kaczor Daffy
- 2022: Batman: Motion Comics – Pingwin
- 2022: Batman – Pingwin
- 2022: Kubusiowe przygódki –
  - Królik (odc. 31, 34-39),
  - Kłapouchy (odc. 6, 8, 28)
- 2021: Zouk –
  - Sprzedawca w Wiedźmomarkecie,
  - Merlin (odc. 17)
- 2021: Kosmiczny mecz 2: Nowa era – Kaczor Daffy
- 2020: Zwariowane melodie: Kreskówki – Kaczor Daffy
- 2017: Tomek i przyjaciele: Wyprawa poza wyspę Sodor –
  - Narrator,
  - Theo
- 2018: Krzysiu, gdzie jesteś? – Królik
- 2016: Lego: Rycerze Nexo – Merlok 2.0, Roger Krzaczek (odc. 4)
- 2016: Wiedźmin 3: Krew i wino – Barnabe-Basily Fawlty
- 2015: Tomek i przyjaciele: Legenda o zaginionym skarbie –
  - Narrator,
  - Olek
- 2015–2019: Królik Bugs: serial twórców Zwariowanych melodii (Nowe zwariowane melodie) –
  - Kaczor Daffy,
  - recepcjonista (odc. 49b)
- 2015: Wiedźmin 3: Dziki Gon – Crach an Craite
- 2015: Peppa i złote kalosze –
  - Pan Narrator,
  - Dziadek Peppy
- 2014: Diablo III: Reaper of Souls – Abd al-Hazir
- 2013: Sly Cooper: Złodzieje w czasie – Murray
- 2013: Might and Magic: Heroes VI – Shades of Darkness –
  - Senge,
  - Kirin
- 2012: Risen 2: Mroczne wody
- od 2012: Ninjago: Mistrzowie spinjitzu – Sensei Wu
- 2012: Strażak Sam – oficer Steel
- 2012–2014: The Looney Tunes Show – Kaczor Daffy
- 2011: Bajanie z Cartoonito –
  - Narrator,
  - Geppetto (odc. 1)
- 2011: Wiedźmin 2: Zabójcy królów –
  - Sheridan,
  - Arcykapłan,
  - Thorak,
  - Carduin z Lan Exeter
- 2011: Powodzenia, Charlie: Szerokiej drogi
- 2011: Gwiezdne wojny: część IV – Nowa nadzieja – Wilhuff Tarkin
- 2011: Lego: Fabryka bohaterów – Pan Makuro
- 2011: The Elder Scrolls V: Skyrim
- 2011: Wymiatacz – Tata
- 2011: Twierdza 3
- 2011: Gawayn
- 2011: Rango
- 2011: Pora na przygodę! – Jake
- 2011: Ben 10: Ultimate Alien – Azmuth
- 2011: Scooby Doo i Brygada Detektywów –
  - George Avocados (odc. 3),
  - Profesor Hatecraft (odc. 25)
- 2011: Will i Dewitt –
  - słoik z piklami (odc. 2a),
  - kask budowlańca (odc. 6a)
- 2011: Nowe Psoty Dudusia – Dziadek – dorosły Duduś Wesołek
- 2011: Batman: Odważni i bezwzględni – Alfred Pennyworth
- 2010: Strażackie opowieści – Łebski
- 2010: Hero 108 – Mędrzec Woo
- 2010: Scooby Doo: Abrakadabra-Doo – Pan Calvin Skiślak
- 2010: Dragon Age: Początek – Przebudzenie – Varel
- 2010: H2O – wystarczy kropla – Lektor (odc. 53-78)
- 2010: Bystre Oko – Bystre Oko
- 2009: Tomek i Przyjaciele: Wielkie Odkrycie – Narrator
- 2009: Księżniczka i żaba
- 2009: Mikołajek – Pan Moucheboume
- 2009: Tomek i przyjaciele: Bohater torów – Narrator
- 2008–2009: Tajemniczy Sobotowie – V.V.Argost
- 2008: Wyprawa na Księżyc – Buzz Aldrin
- 2007: Moi przyjaciele – Tygrys i Kubuś – Królik (odcinek świąteczny)
- 2007: ICarly – Dziadek Shay (odc. 5,10)
- 2007: Miejskie szkodniki – TeDe (odc. 5)
- 2007: Barbie i magia tęczy – Tourmanline
- 2006: H2O – wystarczy kropla
- 2006: Yin Yang Yo! – Charles
- 2006: Magiczna kostka – Narrator
- 2006: Straszny dom – Pan Nebbercracker
- 2006: Galactik Football –
  - Clamp,
  - Nork Agnet (odc. 40-52)
- 2006: Świat małej księżniczki
- 2006: Rozgadana farma – Pincho / narrator
- 2005: Jan Paweł II: Nie lękajcie się – Arcybiskup Romero
- 2005: Robotboy – Kingsley
- 2005: Tom i Jerry: Szybcy i kudłaci
- 2005: Batman kontra Drakula – Alfred Pennyworth
- 2005: Tomek i przyjaciele; Jak lokomotywy uratowały lotnisko – Narrator
- 2004–2006: Tomek i przyjaciele – Narrator
- 2004: Super Robot Monkey Team Hyperforce Go! – Król Szkielet
- 2004: Pani Pająkowa i jej przyjaciele ze Słonecznej Doliny
- 2004: Tom – Tom
- 2004: Niezwykłe ranki Marcina Ranka – pan Cierpki
- 2004–: Świnka Peppa – Dziadek Świnka (odcinki 1-104 – druga wersja)
- 2003: Bystre Oko – Bystre Oko
- 2003: Looney Tunes znowu w akcji – Kaczor Daffy
- 2003–2005: Kaczor Dodgers – Kaczor Dodgers
- 2003–2009: Wojownicze Żółwie NInja –
  - Drako (odc. 49-52),
  - przełożony strażnika więzienia (odc. 52),
  - Kluh (odc. 52),
  - przewodniczący Zanramon (odc. 52),
  - komisarz Tangent Morrey (odc. 72),
  - Foot policjant (odc. 73),
  - Pan Hebi (odc. 74),
  - jeden ze strażników Daimyo (odc. 75),
  - żołnierz Bishopa (jedna scena w odc. 76),
  - burmistrz (odc. 77),
  - przewodniczący trybunału Utromsów (odc. 78)
- 2002–2004: Pan Andersen opowiada –
  - Sługa księcia,
  - Arystokrata
- 2002: Krówka Mu Mu
- 2001: Odjazdowe zoo – Alko
- 2001: Ach, ten Andy! –
  - Redaktor Winters (odc. 67),
  - Reżyser filmowy (odc. 68)
- 2000: Goofy w college’u
- 2000: Tweety – wielka podróż – Kaczor Daffy
- 2000: Łatek – Wujek
- 1999: SpongeBob Kanciastoporty –
  - Narrator serialu Syrenaman i Skorupin,
  - Man Ray
- 1998: Kacper i Wendy – Desmond Spellman
- 1998: Eerie, Indiana: Inny wymiar
- 1998: Rodzina Addamsów: Zjazd rodzinny
- 1998: Teknoman – Narrator
- 1997: Heroes of Might and Magic II: The Price of Loyalty – Archibald Ironfist
- 1997: Polowanie na mysz
- 1996–1997: Incredible Hulk – Glenn Talbot
- 1996: Kosmiczny mecz – Kaczor Daffy
- 1994–1995: Aladyn – Sułtan
- 1992–1998: Batman –
  - Alfred Pennyworth,
  - policjant #2 (odc. 64)
- 1992: Nowe podróże Guliwera
- 1991–1992: Eerie, Indiana
- 1991: Trzy małe duszki – kucharz Pierre
- 1988–1991: Nowe przygody Kubusia Puchatka – Królik (nowy dubbing – odcinki 27 i 30b)
- 1988: Złych czterech i pies Huckleberry – Goryl Magilla
- 1987: Wielka ucieczka Misia Yogi
- 1987: Kacze opowieści – Doktor Nogood (odc. 50)
- 1986–1988: Dennis Rozrabiaka
- 1983: Kaczor Daffy: Fantastyczna wyspa – Kaczor Daffy
- 1982: Królik Bugs: 1001 króliczych opowiastek – Kaczor Daffy
- 1982: Był sobie kosmos –
  - Pontif (odc. 18),
  - czerwony robot (odc. 19)
- 1981: Królik Bugs: Rycerski Rycerz Bugs – Kaczor Daffy
- 1980: Figle z Flintstonami
- 1979: Królik Bugs i Struś Pędziwiatr: Szalony pościg – Kaczor Daffy
- 1976–1978: Scooby Doo –
  - Beniek Korbowód (odc. 15),
  - pan Hansen (odc. 18)
- 1972–1973: Nowy Scooby Doo – Pingwin
- 1972: Arka Yogiego – Goryl Magilla
- 1969: Ulica Sezamkowa – Bert (Hubert)
- 1966: Człowiek zwany Flintstonem – Buldożer
- 1964–1967: Goryl Magilla – Magilla
- 1964: Mary Poppins – Pan George W. Banks
- 1961–1962: Kot Tip-Top
- 1960–1966: Flintstonowie
- 1937: Polowanie na kaczki –
  - Kaczor Daffy,
  - Ryba basowa,
  - Anonimowy Facet
- 1930–1963: Zwariowane melodie – Kaczor Daffy (późniejsze odcinki, wcześniej Mieczysław Gajda)

### Lektor
- 2022: Tomek i przyjaciele: Tajemnica Góry Widokowej
- 2022: Kot w butach: Ostatnie życzenie
- 2022: Tomek i przyjaciele: Wyścig o Puchar Sodoru
- 2021: Tomek i przyjaciele: Naprzód lokomotywy!
- 2018: Tomek i przyjaciele: Wielki świat! Wielkie przygody!
- 2006–2008: Całkiem nowe przygody Toma i Jerry’ego